# 池原猛
池原 猛（いけはら たける、1975年4月5日 - ）は、日本の俳優、広島県広島市出身。身長165cm、靴のサイズ26cm、スリーサイズB100 W100 H100。趣味はウクレレ、ゴルフ、ドライブ。特技は野球、ダンス、歌、早食い、関西弁。
所属事務所はアニモプロデュース （2012年 - )

## 略歴
- 阪神・淡路大震災をきっかけに21歳で役者を志し大阪で芝居を始める。
- 23歳で上京。以来、舞台を中心に活動。

## 出演

### 映画
- 鉄人28号（2005年）
- EDEN（2012年11月17日、SUMOMO） - 菊五郎
- リングサイド・ストーリー(2017年10月14日、武正晴監督)　※ノンクレジット

### テレビドラマ
- 結婚はいかが?（NHK、1996年）
- マルチなあいつ!（日本テレビ、2004年）
- 少年チャンプル（日本テレビ、2004年）
- 警部補 矢部謙三2 第3話（2013年7月26日、テレビ朝日） - 刑事 役[1]
- 希望の花（NHK、2014年）
- 税務調査官・窓際太郎の事件簿32（2017年） ‐ 矢沢英博
- 孤独のグルメ Season6 第2話    （2017年4月15日、テレビ東京）  - 中年(4) 役
- 相棒（2018年） ‐ 柏崎恵一

### 舞台
- '96「ラッキーガールは吸血鬼がお好き?」（アトリエ公演）
- '97「THE モモタロウ」（駒場アゴラ劇場・大阪一心寺シアター）
- '97「ファイヤーゲットショット」（アトリエ公演）
- '98「アネマ・エコーレ」（新宿スペース107）
- '98「インスタントジャパニーズ」（神戸アートビレッジ）
- '00「Bed and breakfast」（大塚萬スタジオ）
- '00「忍びの歳月」（新宿スペース107）
- '00「Hot Dogs」（大塚萬スタジオ）
- '01「マイフェアジュエリー」（新宿スペース107）
- '02「エストレリータ」（東京芸術劇場小ホール2）
- '03「嗚呼!!花の応援団」（新宿シアターサンモール）
- '06「デブセルク」（池袋シアターグリーン）
- '06「ON THE RUN」（中野MOMO）
- '07「デブノート」（新宿シアターモリエール）
- '07「そして龍馬は殺された」（新宿シアターサンモール）
- '08「デブチャンズイレブン」（東京芸術劇場小ホール1）
- '08「デ・ブレイド」（東京芸術劇場小ホール1）
- '09「心華〜エピソード2〜」（池袋シアターグリーン）
- '09「HEROマンモスグリーン」（池袋シアターグリーン）
- '09 グリーンフェスタ参加作品
- '10 タイプスプロデュース「ここだけの話」（銀座みゆき館）
- '10 演劇ユニット磯川家「レストランじゃない!」（池袋シアターグリーン）
- '10 劇団中井組「夢二」（ザムザ阿佐ヶ谷）
- '11 昭和芸能舎10周年記念公演「祖国へ」（スペース107）
- '12 昭和芸能舎 第19回公演『七人のオカマ』
- '13 昭和芸能舎 第20回公演『浦安ロック』